# Prochoreutis myllerana
Prochoreutis myllerana là một loài bướm đêm thuộc họ Choreutidae. Nó được tìm thấy ở hầu hết châu Âu, phía đông đến Nga.

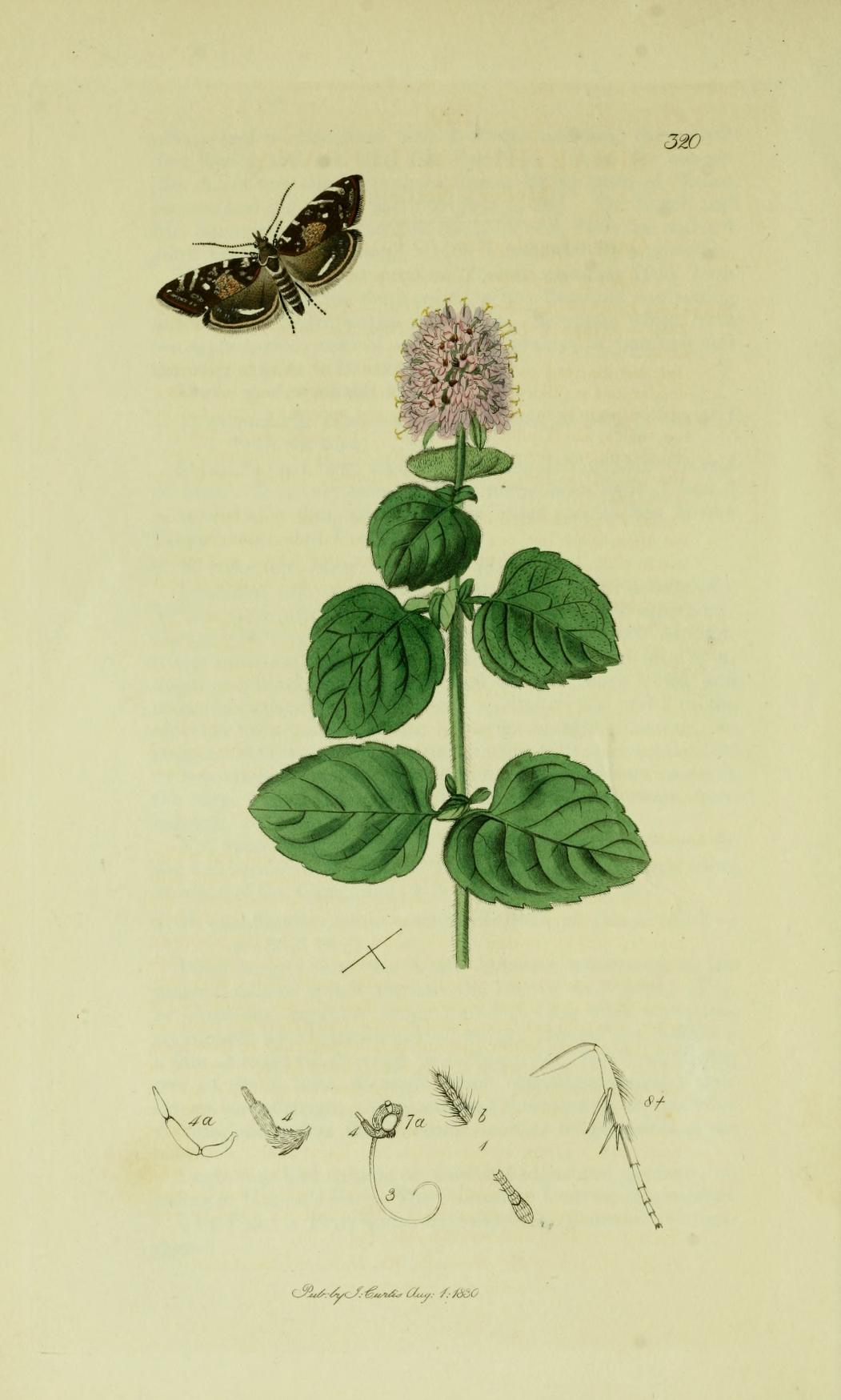
Minh họa từ John Curtis's British Entomology Volume 6

Sải cánh dài 10–14 mm. Con trưởng thành bay từ tháng 5 đến đầu tháng 9. Có lẽ có 3 thế hệ một năm.
Ấu trùng ăn Scutellaria galericulata và Scutellaria minor. Ấu trùng non ăn lá thấp hơn của cây chủ. Chúng cũng được ghi nhận trên các cây Lamium album và Lamium purpureum, nhưng thông tin này cần xác nhận.

## Hình ảnh

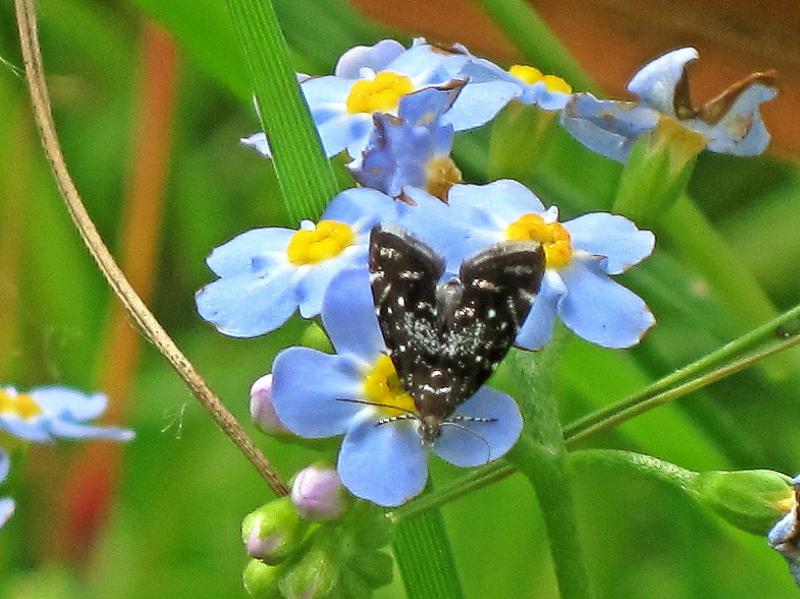